# Tripolitania italiana
La colonia Tripolitania era una delle due colonie italiane in terra libica. Il suo territorio corrispondeva a quello della Tripolitania odierna. Creata dopo la guerra italo-turca, nel 1934 confluì nella Libia italiana.

## Storia

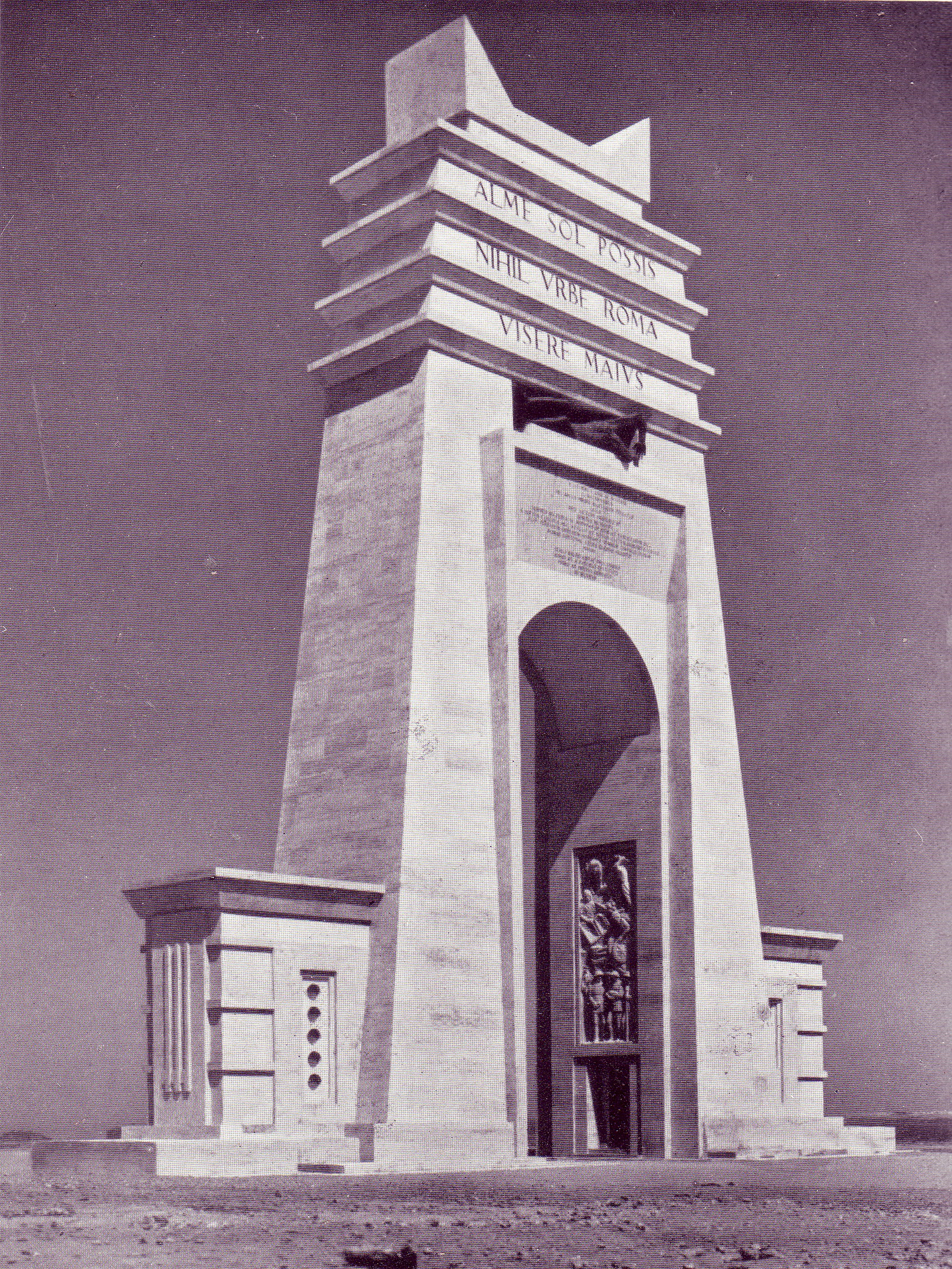
L'Arco dei Fileni al confine fra Tripolitania e Cirenaica fu progettato dall'architetto Florestano Di Fausto ed eretto per volontà di Italo Balbo.

Il primo ministro italiano Giovanni Giolitti iniziò la conquista della Tripolitania e della Cirenaica il 4 ottobre 1911, inviando a Tripoli contro l'Impero ottomano 1732 marinai al comando del capitano Umberto Cagni.
Oltre 100 000 soldati italiani riuscirono a ottenere dalla Turchia quelle regioni attualmente definibili libiche nel Trattato di Losanna del 18 ottobre 1912, ma solo la Tripolitania fu effettivamente controllata dal Regio Esercito italiano, sotto la ferrea guida del governatore Giovanni Ameglio. Nell'interno dell'attuale Libia (principalmente nel Fezzan), la guerriglia indigena continuò per anni, a opera dei turchi e degli arabi di Enver Pascià e di Aziz Bey.
La riconquista iniziò nel luglio 1921 con l'arrivo del nuovo governatore della Tripolitania, il banchiere veneziano Giuseppe Volpi. Volpi, supportato dal ministro delle Colonie, il liberale Giovanni Amendola, impresse subito una sterzata alle demoralizzate guarnigioni ormai abituate a vivere alla giornata. All'alba del 26 gennaio 1922, realizzando una sorpresa tattica, carabinieri, zaptié ed eritrei sbarcarono a Misurata Marittima, occupando la località; era l'inizio della svolta che in poco più di un anno si concluse con l'occupazione di tutta la Tripolitania.
Alla pacificazione seguì un periodo di rapido sviluppo, con un grande sforzo del governo italiano per lo sviluppo economico della regione, che si concretizzava soprattutto in massicci investimenti nelle infrastrutture della Libia. Tra i progetti più importanti, furono realizzati la strada litoranea tra Tripoli e Bengasi e le linee ferroviarie coloniali Tripoli-Tagiura, Tripoli-Vertice 31 e Tripoli-Zuara.
Ebbe inizio la costruzione dei primi nuovi villaggi per italiani e libici, dotati di tutte le infrastrutture e le vie di comunicazione necessarie, frutto di accurati studi architettonici e realizzati in stile razionalista.
Con il Regio Decreto del 3 dicembre 1934, tutti i territori dell'Africa settentrionale italiana furono riuniti nel Governatorato Generale della Libia. Il 9 di gennaio del 1939 la colonia della Libia fu incorporata nel territorio metropolitano del Regno d'Italia e conseguentemente considerata parte della Grande Italia, col nome di Quarta Sponda e tutti i loro abitanti ottennero la cittadinanza italiana.

### Stemma
Alla Tripolitania fu concesso uno stemma con decreto luogotenenziale del 3 aprile 1919 e lettere patenti dell'8 giugno 1919 avente la seguente blasonatura:

## Organizzazione
Dopo la riconquista, la Tripolitania italiana venne definitivamente riorganizzata in sette commissariati e tre zone, con capitale Tripoli. Le sigle automobilistiche furono dal 1912 al 1935 T o TRIPOLI. 
Con il decreto legge n. 99 del 24 gennaio 1929, pur mantenendo le due entità separate, fu istituito un Governo Unico della Tripolitania e della Cirenaica, retto dal solo governatore della Tripolitania, mentre la Cirenaica aveva un vice-governatore a questi subordinato.
Dopo la fusione nel Governatorato Generale della Libia, il primo governatore, Italo Balbo, divise nel 1937 la Libia italiana in quattro province (nel 1939 annesse al Regno d'Italia) ed un territorio sahariano; la Tripolitania in particolare fu divisa nella Provincia di Tripoli, con capoluogo Tripoli, e nella Provincia di Misurata, con capoluogo Misurata.
Dal gennaio 1914 le truppe coloniali della Tripolitania furono riunite nel Regio corpo truppe coloniali della Tripolitania, poi confluito nel Regio corpo truppe coloniali della Libia (dal 21 aprile 1939 Regio corpo truppe libiche 1939-1943).

## Governatori
Governatori della Tripolitania
- Raffaele Borea Ricci D'Olmo dal 5 all'11 ottobre 1911
- Carlo Caneva dall'11 ottobre 1911 al 1912
- Ottavio Ragni dal 1912 al 2 giugno 1913
- Vincenzo Garioni dal 2 giugno 1913 al 1914 (prima volta)
- Luigi Druetti dal 1914 al 1915
- Giulio Cesare Tassoni nel 1915
- Giovanni Battista Ameglio dal 1915 al 5 agosto 1918
- Vincenzo Garioni dal 5 agosto 1918 al 17 maggio 1919 (seconda volta)
- Vittorio Menzinger dal 1º agosto 1919 al 6 luglio 1920
- Luigi Mercatelli dal 6 luglio 1920 al luglio 1921
- Giuseppe Volpi conte di Misurata dal luglio 1921 al luglio 1925
- Emilio De Bono dal luglio 1925 al 24 gennaio 1929
- Pietro Badoglio dal 24 gennaio 1929 al 31 dicembre 1933

Vicegovernatori della Tripolitania (dipendente dal governatore della Cirenaica (1929-1935)
- Domenico Siciliani dal 1º gennaio 1929 al marzo 1930
- Rodolfo Graziani marchese di Neghelli dal marzo 1930 al maggio 1934 (dal 1º gennaio 1934 titolo onorifico)
- Guglielmo Nasi dal giugno 1934 all'aprile 1935 (titolo onorifico)

## Filatelia

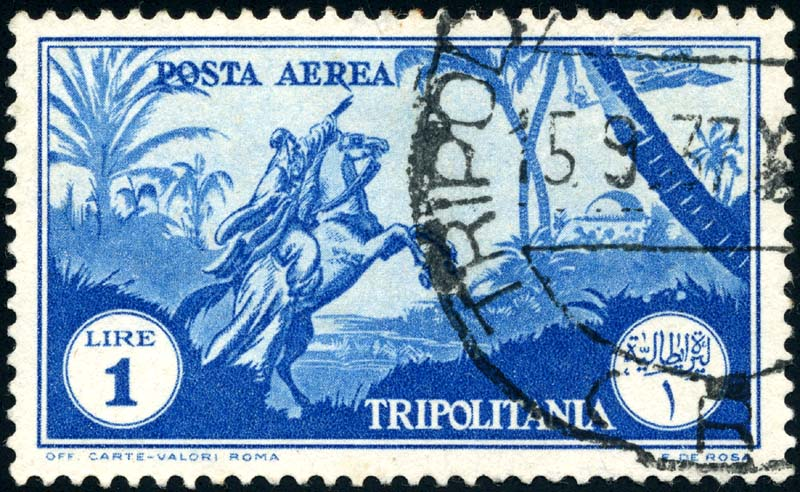
Francobollo di posta aerea da 1 lira, raffigurante un cavaliere arabo che osserva un aereo in volo (1937).

A partire dalla serie "Propaganda della Fede" nell'ottobre 1923, l'Italia emise francobolli sia in serie regolari sia commemorative con la dicitura "Tripolitania".
I primi francobolli emessi per la colonia erano i semi-postali dell'Istituto Coloniale nel 1926, seguiti da varie serie di francobolli di posta aerea, dal 1931 al 1933.
Nell'ottobre 1934 vennero emessi gli unici francobolli regolari della Tripolitania, un set da sei (insieme ad altri sei da posta aerea) per celebrare la Seconda Esposizione di Arte Coloniale.